# Luis Felipe Fernández de la Peña
Luis Felipe Fernández de la Peña (Peñaranda de Bracamonte, 19 de mayo de 1951) es un diplomático español.

## Biografía
Licenciado en Ciencias Políticas, ingresó en 1979 en la carrera diplomática. 
Estuvo destinado en la representación diplomática española en la República Federal de Alemania y fue director del Gabinete Técnico de la Secretaría General de Política Exterior y director general Adjunto de Política en la Secretaría General de Política Exterior. 
Ha sido embajador de España en Croacia (1993-1998); Eslovenia (1998-2002); y en Turquía (2204-2008); Director General de Política Exterior para Europa No Comunitaria y América del Norte (julio de 2008-julio de 2010) y tras la remodelación del Ministerio pasó a ser Director General para América del Norte, Asia y Pacífico. Posteriormente fue embajador de España en Rusia (2011-2012).